# NGC 4448
NGC 4448 is een balkspiraalstelsel in het sterrenbeeld Hoofdhaar. Het hemelobject werd op 11 april 1785 ontdekt door de Duits-Britse astronoom William Herschel.

## Synoniemen
- UGC 7591
- MCG 5-29-89
- ZWG 158.113
- ZWG 159.2
- IRAS 12257+2853
- PGC 40988